# 오쿠이 히로키
오쿠이 히로키(일본어: 奥井 大貴, 1999년 6월 27일~)는 일본의 축구 선수이다.

## 구단 경력
그는 J1리그의 감바 오사카에 입단했다. 2017년 J3리그의 감바 오사카 U-23에서 뛰었다.